# Phanxicô Xaviê Cần
Phanxicô Xaviê Nguyễn Khắc Cần còn gọi gọn là Phanxicô Xaviê Cần là một thầy giảng tử vì đạo dưới triều vua Minh Mạng, được Giáo hội Công giáo Rôma phong Hiển Thánh vào năm 1988.  
Ông sinh năm 1803, người làng Sơn Miêng, huyện Phú Xuyên, phủ Thường Tín, tỉnh Hà Đông (nay thuộc làng Miêng Thượng, xã Hoa Sơn, huyện Ứng Hòa, thành phố Hà Nội, thuộc Tổng Giáo phận Hà Nội). Ông là con thứ hai trong gia đình có năm người con, tên là Nguyễn Tiến Truật, hay còn gọi là Nguyễn Tiên, tự Tiên Truật. Sau khi vào chủng viện trở thành thầy giảng, ông được cử đi giúp Giám mục Jean Marie Havard Du, Giám mục Tây Đàng Ngoài, tiếp đến là thừa sai Retord Liêu, về sau cũng là Giám mục Tây Đàng Ngoài.  
Ngày 5 tháng 3 năm 1836, khi tới gần đình làng Kẻ Vác, ông bị người lấy ảnh tượng thánh bỏ vào khăn gói lấy cớ bắt giam. Quan huyện Thanh Oai ba lần bảo ông bước qua thập giá nhưng ông không nghe. Ngày 20 tháng 11 năm 1837, ông bị đưa đi hành quyết ở gần ô Cầu Giấy, quan giám sát nói: “Thầy bước qua thập giá thì tôi cho thầy về”. Ông đáp: “Trung thần vô tư nhị tâm, cảm ơn lòng quan lớn, xin cứ phép mà làm”. Ông bị xử giảo, xong bị cắt cổ. Thi hài vị được an táng tại Chân Sơn, sau cải táng về nhà thờ giáo xứ Sơn Miêng. Về sau, Giám mục Retord Liêu chuyển một phần về Đại chủng viện và Tòa giám mục giáo phận Lyon. 